# Alalcómenas

Mapa de ciudades de la antigua Beocia. Alalcómenas se situaba al sur del lago Copaide, entre Coronea y Haliarto.

Alalcómenas, Alalcómenes o Alalcomenio (en griego, Αλαλκομεναί) es el nombre de una antigua ciudad griega de Beocia.

## Etimología
La mitología griega hace proceder el nombre de la ciudad de Alalcomeneo, un personaje autóctono nacido de la tierra a quien atribuyen la crianza de Atenea, que en ocasiones recibe el epíteto de «alalcomeneide». Otra versión contaba que el nombre procedía de Alalcomenia, una de las hijas de Ógigo.
Sin embargo, tanto el epíteto de Atenea como el nombre de la ciudad parecen derivar del verbo ἀλαλκεῖν, que significa «rechazar un peligro». El participio del verbo sería Ἀλαλκομένος (alalcomenos).

## Atenea Alalcomenia
Pausanias explica que, cerca de la población de Alalcómenas, se encontraba un templo de Atenea con una estatua de marfil. En época romana, Sila robó la estatua y como consecuencia de este y otros actos hostiles contra las ciudades y divinidades de Grecia enfermó llenándose de piojos y murió por ello.
Desde el mencionado robo, el templo se descuidó y además contribuía a su deterioro la presencia de plantas de hiedra que separaban las junturas y llegaban a arrancar piedras.
Aunque no menciona la ciudad en el catálogo de las naves, Homero sí utilizó en la Ilíada el epíteto «alalcomeneide» para referirse a Atenea en dos ocasiones. Estrabón también ubica allí un antiguo templo de Atenea y explica, al igual que Pausanias, que existía la creencia de que la diosa nació allí, lo que para el geógrafo es la causa del uso de ese epíteto para ella. Estrabón deduce además que el motivo de la no inclusión de Alalcómenas en el catálogo de las naves es que, al pertenecer a un lugar sagrado, sus habitantes quedaron exentos de participar en la expedición bélica de la guerra de Troya. 
También menciona que, por respeto a la diosa, Alalcómenas no sufrió nunca devastaciones por parte de otras ciudades. Por este motivo, después de la expedición de los Epígonos contra Tebas, los tebanos que sobrevivieron se refugiaron en Alalcómenas o en el cercano monte Tilfosio, que le servía de fortaleza natural. Otros lugares que se encontraban en la zona eran la fuente Telfusa y la supuesta tumba de Tiresias.

## Dédalas
Cerca de Alalcómenas había un bosque de encinas donde los habitantes de Platea celebraban sus fiestas llamadas Dédalas menores. En el bosque ponían trozos de carne cocida y observaban los pájaros que iban a comerla: cuando era un cuervo el que cogía el trozo de carne, observaban de qué árbol había sido y cortaban ese árbol para hacer catorce estatuas de madera, que llamaban «dédalos» y eran repartidas por suerte entre distintas ciudades beocias.

## Población moderna
Alalcómenas está localizada en un lugar situado al oeste de Haliarto, entre los pueblos que en la actualidad se llaman Mamura y Solinari donde hay un pequeño pueblo que tiene su mismo nombre.